# Ziziphus

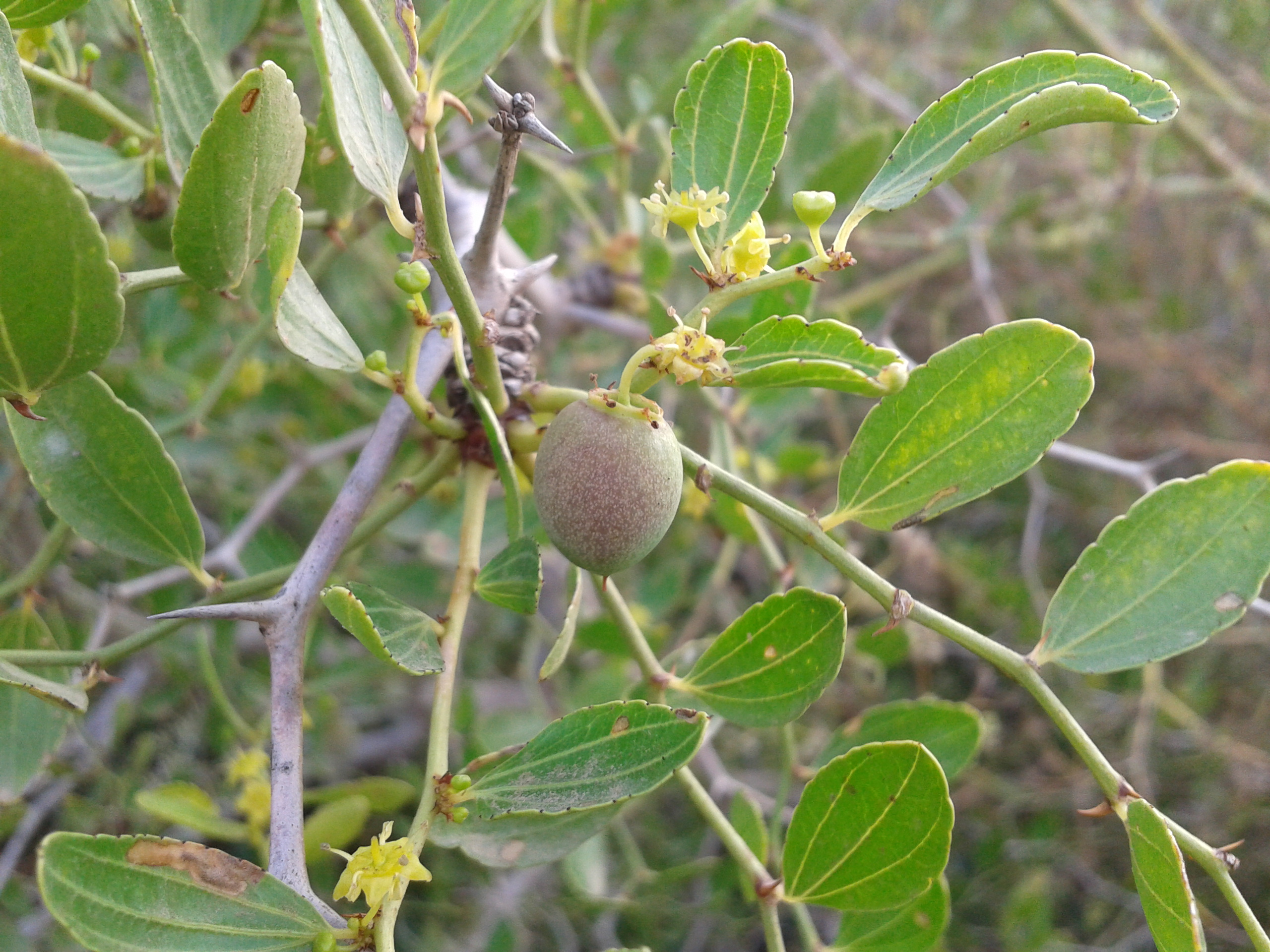
Ziziphus lotus

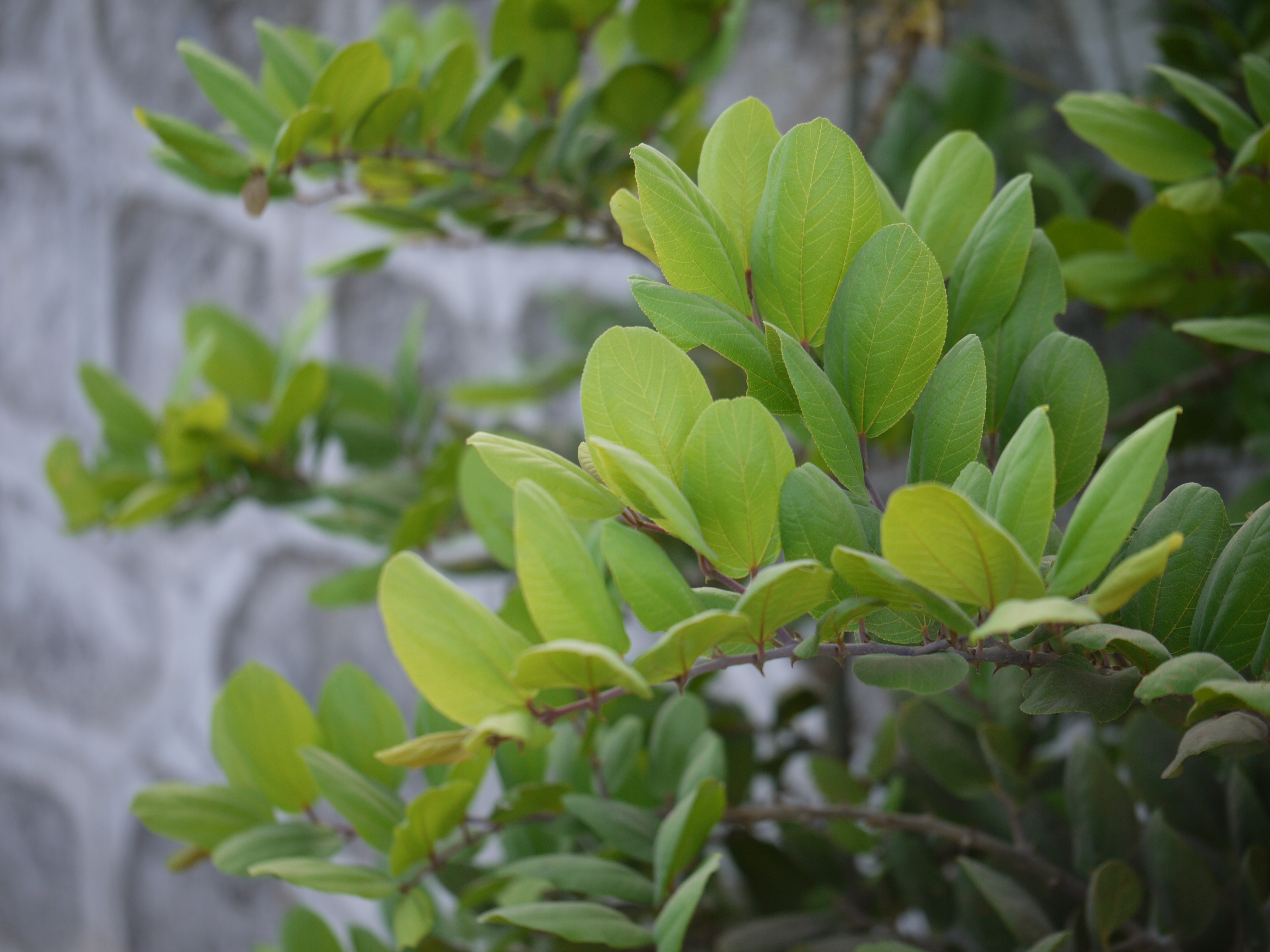
Ziziphus rugosa

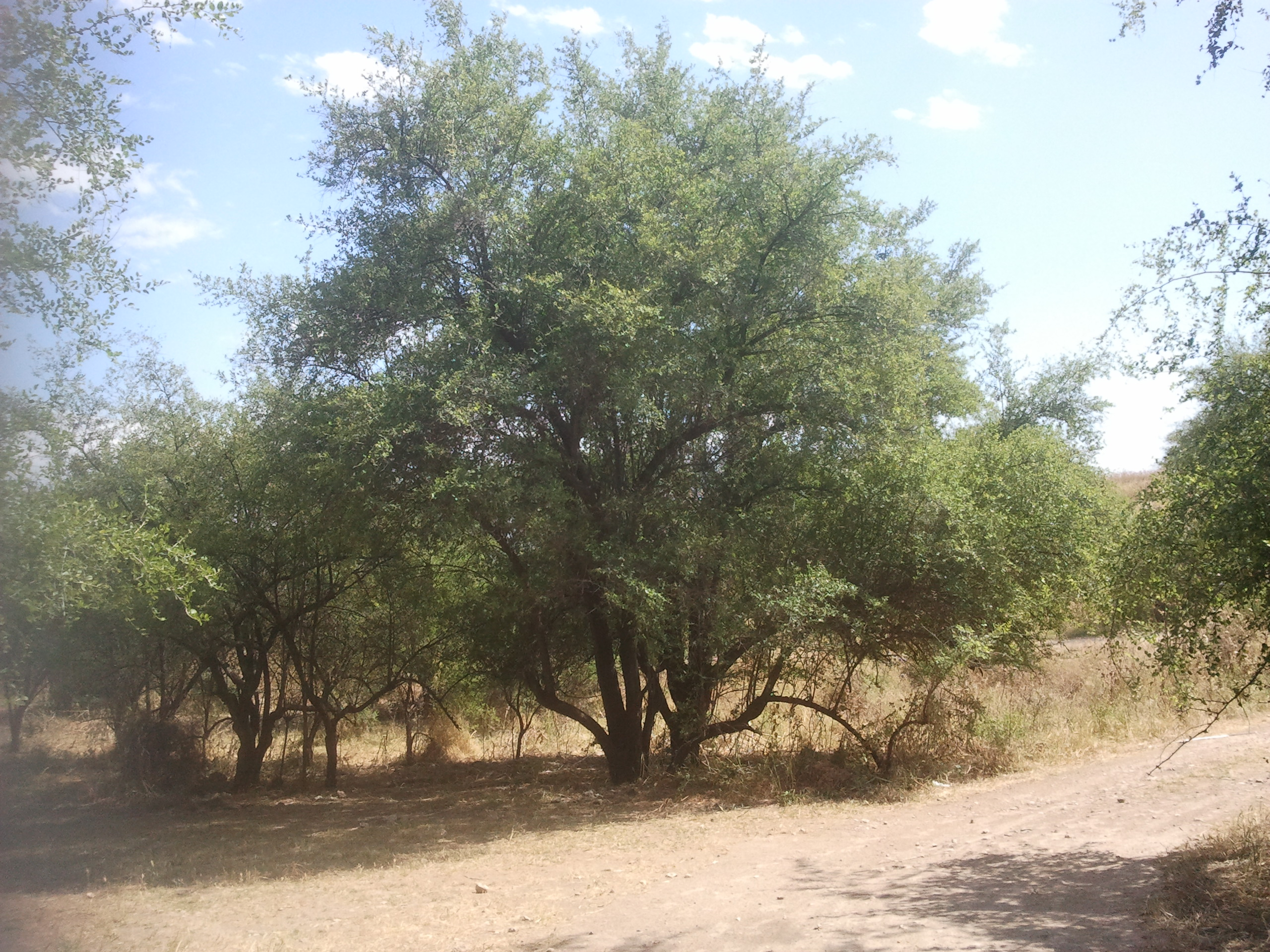
Ziziphus spina-christi

A Ziziphus a rózsavirágúak (Rosales) rendjébe és a bengefélék (Rhamnaceae) családjába tartozó nemzetség.

## Előfordulásuk
A Ziziphus növénynemzetség igen nagy előfordulási területtel rendelkezik. Az Amerikákban az Amerikai Egyesült Államok déli felének középső részétől kezdve, Panamán kívül az egész Közép-Amerikán és Karib-térségen keresztül, egészen Dél-Amerika északi feléig találhatók meg. Az egész Afrikában - Gabon és Kamerun kivételével - és Madagaszkáron is előfordulnak. Ázsiában az Arab-félszigettől Dél- és Délkelet-Ázsián keresztül, északra Kelet-Kínáig és a Koreai-félszigetig, valamint délre Indonéziáig és Pápua Új-Guineáig lelhetők fel. Európában csak a legdélebbi részeken őshonosak; ilyenek az Ibériai-félsziget, a Balkán-félsziget és Szicília. Európa más részeire, Ázsia középső részének egyes tájaira, valamint az USA-beli Alabamába betelepítették az egyes fajait.

## Rendszerezés
A nemzetségbe az alábbi 112 élő faj tartozik:
- Ziziphus abyssinica Hochst. ex A.Rich.
- Ziziphus acuminata Benth.
- Ziziphus acutifolia (Griseb.) M.C.Johnst.
- Ziziphus affinis Hemsl.
- Ziziphus amole (Sessé & Moc.) M.C.Johnst.
- Ziziphus andamanica Bhandari & Bhansali
- Ziziphus angolito Standl.
- Ziziphus angustifolia (Miq.) Hatus. ex Steenis
- Ziziphus apetala Hook.f.
- Ziziphus attopensis Pierre
- Ziziphus bidens (Urb.) M.C.Johnst.
- Ziziphus borneensis Merr.
- Ziziphus brunoniana C.B.Clarke ex Brandis
- Ziziphus budhensis Bhattarai & M.L.Pathak
- Ziziphus calophylla Wall.
- Ziziphus cambodianus Pierre
- Ziziphus chloroxylon (L.) Oliv.
- Ziziphus cinnamomum Triana & Planch.
- Ziziphus colombiana Suess. & Overkott
- Ziziphus cotinifolia Reissek
- Ziziphus crebrivenosa C.B.Rob.
- Ziziphus crenata (Urb.) M.C.Johnst.
- Ziziphus cumingiana Merr.
- Ziziphus cupularis Suess. & Overkott
- Ziziphus cyclocardia S.F.Blake
- Ziziphus djsmuensis Lauterb.
- Ziziphus elegans Wall.
- Ziziphus elmeri Merr.
- Ziziphus endlichii Loes.
- Ziziphus forbesii Baker f.
- Ziziphus fungii Merr.
- Ziziphus funiculosa Buch.-Ham. ex M.A.Lawson
- Ziziphus glabrata B.Heyne ex Roth
- Ziziphus glaziovii Warm.
- Ziziphus globularis Wall.
- Ziziphus grisebachiana M.C.Johnst.
- Ziziphus guaranitica Malme
- Ziziphus guatemalensis Hemsl.
- Ziziphus hajarensis Duling, Ghaz. & Prend.
- Ziziphus hamur Engl.
- Ziziphus havanensis Kunth
- Ziziphus havilandii Ridl.
- Ziziphus hoaensis Pierre
- Ziziphus horrida Roth
- Ziziphus horsfieldii Miq.
- Ziziphus hutchinsonii Merr.
- Ziziphus incurva Roxb.
- Ziziphus javanensis Blume
- Ziziphus joazeiro Mart.
- jujuba (Ziziphus jujuba) Mill. - típusfaj
- Ziziphus kunstleri King
- Ziziphus laui Merr.
- Ziziphus lenticellatus Merr.
- Ziziphus leucodermis (Baker) O.Schwartz
- Ziziphus linnaei M.A.Lawson
- Ziziphus lloydii (Standl.) M.C.Johnst.
- Ziziphus lotus (L.) Lam.
- Ziziphus macrophylla Ridl.
- Ziziphus mairei Dode
- Ziziphus mauritiana Lam.
- Ziziphus melastomoides Pittier
- Ziziphus mexicana Rose
- Ziziphus microdictya (Urb. & Ekman) M.C.Johnst.
- Ziziphus mistol Griseb.
- Ziziphus montana W.W.Sm.
- Ziziphus mucronata Willd.
- Ziziphus nummularia (Burm.f.) Wight & Arn.
- Ziziphus obovata (Urb.) M.C.Johnst.
- Ziziphus obtusifolia (Hook. ex Torr. & A.Gray) A.Gray
- Ziziphus oenopolia (L.) Mill.
- Ziziphus oligantha Merr. & L.M.Perry
- Ziziphus ornata Miq.
- Ziziphus otanesii Merr.
- Ziziphus oxyphylla Edgew.
- Ziziphus palawanensis Elmer
- Ziziphus papuana Lauterb.
- Ziziphus pedunculata (Brandegee) Standl.
- Ziziphus pernettyoides Ridl.
- Ziziphus piurensis Pilg.
- Ziziphus platyphylla Reissek
- Ziziphus poilanei Tardieu
- Ziziphus pubescens Oliv.
- Ziziphus pubinervis Rehder
- Ziziphus quadrilocularis F.Muell.
- Ziziphus reticulata (Vahl) DC.
- Ziziphus rhodoxylon Urb.
- Ziziphus rignonii Delponte
- Ziziphus rivularis Codd
- Ziziphus robertsoniana Beentje
- Ziziphus rubiginosa D.G.Long & Rae
- Ziziphus rugosa Lam.
- Ziziphus saeri Pittier
- Ziziphus sarcomphalus (L.) M.C.Johnst.
- Ziziphus seleri Loes.
- Ziziphus sonorensis S.Watson
- Ziziphus spina-christi (L.) Desf.
- Ziziphus strychnifolia Triana & Planch.
- Ziziphus subquinquenervia Miq.
- Ziziphus suluensis Merr.
- Ziziphus talanae (Blanco) Merr.
- Ziziphus taylorii (Britton) M.C.Johnst.
- Ziziphus thyrsiflora Benth.
- Ziziphus timoriensis DC.
- Ziziphus trinervis (Cav.) Poir.
- Ziziphus truncata Blatt. & Hallb.
- Ziziphus undulata Reissek
- Ziziphus urbanii M.C.Johnst.
- Ziziphus williamii Bhandari & Bhansali
- Ziziphus xiangchengensis Y.L.Chen & P.K.Chou
- Ziziphus xylopyrus (Retz.) Willd.
- Ziziphus yucatanensis Standl.
- Ziziphus zeyheriana Sond.

A fenti élő fajok mellett, még két fosszilis faj is idetartozik:
- †Ziziphus hyperboreus Heer (eocén, Grönland)
- †Ziziphus wyomingianis Berry (eocén, Wind River-medence Wyoming, Amerikai Egyesült Államok)[1]